# 多角凤仙花
多角凤仙花（学名：Impatiens polyceras），为凤仙花科凤仙花属下的一个植物种。